# Švec a čert

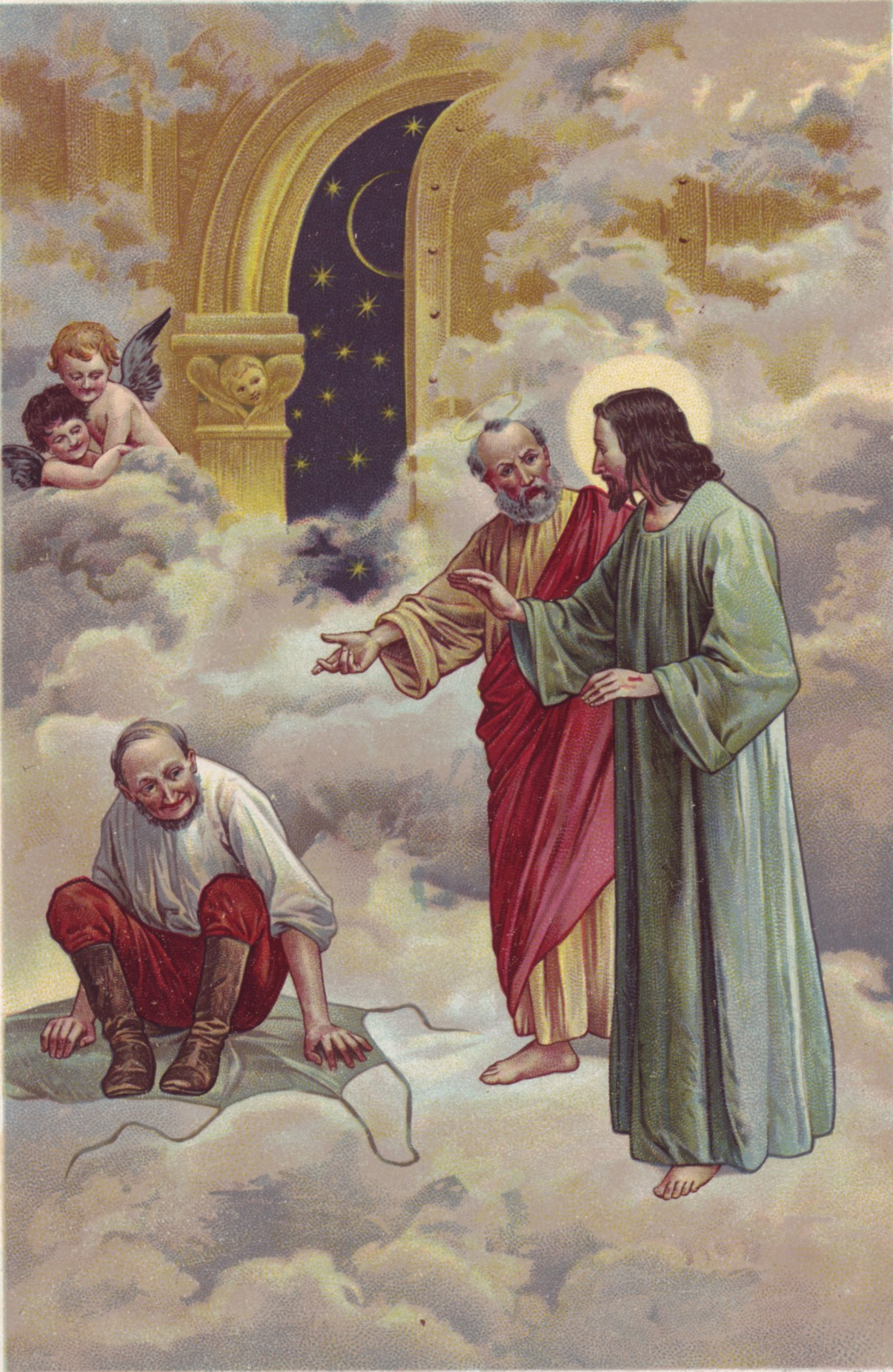
Ilustrace pohádky od Věnceslava Černého

Švec a čert je pohádka Karla Jaromíra Erbena.

## Filmové zpracování
- Švec a čert – česká animovaná loutková pohádka režiséra Milana Šebesty z roku 1989.